# Ptichopus carajaensis
Ptichopus carajaensis is een keversoort uit de familie Passalidae. De wetenschappelijke naam van de soort is voor het eerst geldig gepubliceerd in 1993 door Fonseca & Riberto.